# エオデロセラス
エオデロセラス（学名 : Eoderoceras）は、前期ジュラ紀に生息したアンモナイトの属。外側に明瞭な棘の列があり、一部の種では、両側の内側に結節の列があり、肋は内側の渦にのみあった。化石は、北アメリカ、ヨーロッパ、北アフリカから発見されている。
エオデロセラスは、1925年にレオナルド・フランク・シュペートにより命名され、本属が属するエオデロセラス科のタイプ属である。エオデロセラス科は、アンモナイト亜綱エオデロセラス上科の一部であり、より保守的であるがより繁栄したオウムガイ亜綱とは異なる頭足綱である。